# Hartmut Häussermann
Pour les articles homonymes, voir Hausserman.
Hartmut Häußermann, né le 6 juillet 1943 à Waiblingen et mort le 31 octobre 2011 à Berlin, est un sociologue et urbaniste allemand.

## Biographie
Hartmut Häußermann a étudié à partir de 1964 à l'université libre de Berlin, où il est président de l'association des étudiants (de) à partir de 1967 et où il obtient en 1970 son diplôme de sociologie. Il obtient son doctorat en 1975 sous la direction de Urs Jaeggi.
Il a été professeur de sociologie régionale et urbaine à l'université de Cassel (1976–1978), à l'université de Brême (1978–1993) et à l'université Humboldt de Berlin (1993–2008). De 2002 à 2006, il a été président du comité de recherche sur le développement régional et urbain (Research Committee on Regional and Urban Development) de l'Association internationale de sociologie (ISA).
En 1993, il a gagné le deuxième prix de la Fondation Fritz Thyssen pour le meilleur article de sciences sociales publié dans une revue allemande (avec Manfred Küchler) ; en 2003 il a gagné le prix de la Fondation Schader avec Walter Siebel, et un an plus tard, le prix Fritz-Schumacher de la Fondation Alfred Toepfer. Il était depuis 1999 membre de l'Académie allemande de l'urbanisme et de la planification (de), et de l'Académie pour la recherche spatiale et la planification (de).
En 1998, il a terminé une recherche menée avec le géographe Andreas Kapphan et commanditée par le Sénat de Berlin, portant sur le développement et la structure socio-spatiale du Land de Berlin, dans lequel il propose l'introduction d'une gestion de quartier „Quartiersmanagements“ . Le Sénat de Berlin a suivi cette recommandation, en réponse à la polarisation sociale croissante de l'espace et au danger d'exclusion de certains groupes de population. Häusserman a également dirigé, en 1995, l'évaluation du programme "La ville sociale".
En août 2007, il était le premier signataire de la lettre ouverte à la procureur générale fédérale Monika Harms (en), demandant la libération d'Andrej Holm, un de ses collègues de chaire soupçonné de terrorisme et placé en détention provisoire.
Häusserman avait une fille, et vivait à Berlin-Prenzlauer Berg.

## Écrits (sélection)
- Die Politik der Bürokratie. Einführung in die Soziologie der staatlichen Verwaltung, 1977  (ISBN 3-593-32531-4), zugl. Diss. FU Berlin 1975)
- Stadt und Raum. Soziologische Analysen, 2. Aufl. 1992  (ISBN 3-89085-552-0)
- (avec Walter Siebel (de) : Neue Urbanität, 1987  (ISBN 3-518-11432-8)
- (éditer. avec W. Siebel): Festivalisierung der Stadtpolitik. Stadtentwicklung durch große Projekte. Sonderheft 13 der Zeitschrift LEVIATHAN, 1993  (ISBN 3-531-12507-9)
- (avec W. Siebel): Dienstleistungsgesellschaften, 1995  (ISBN 3-518-11964-8)
- (avec W. Siebel): Soziologie des Wohnens. Eine Einführung in Wandel und Ausdifferenzierung des Wohnens, 1996  (ISBN 3-7799-0395-4)
- (éditer. avec I. Oswald): Zuwanderung und Stadtentwicklung, Sonderheft 17 der Zeitschrift LEVIATHAN, 1997  (ISBN 3-531-13097-8)
- (éditer.): Großstadt. Soziologische Stichworte, 1998  (ISBN 3-8100-2126-1)
- (avec A. Kapphan): Berlin: Von der geteilten zur gespaltenen Stadt? Sozialräumlicher Wandel seit 1990, 2000  (ISBN 3-8100-2754-5)
- (avec A. Holm und D. Zunzer): Stadterneuerung in der Berliner Republik. Beispiel Prenzlauer Berg., 2002  (ISBN 3-8100-3440-1)
- (avec W. Siebel): Stadtsoziologie. Eine Einführung, 2004  (ISBN 3-593-37497-8)
- (éditer. avec M. Kronauer et W. Siebel): An den Rändern der Städte. Armut und Ausgrenzung, 2004  (ISBN 3-518-12252-5)
- Aufsatz Das Reihenhaus. Vom Reformmodell zum Townhouse, in: Daniel Arnold (Hg.): In deutschen Reihenhäusern, 2008  (ISBN 978-3-7667-1790-0)
- (avec D. Läpple et W. Siebel): Stadtpolitik, 2008  (ISBN 978-3-5181-2512-0)